# Oberried (Heimenkirch)
Oberried (westallgäuerisch: Obəriəd, is Ried nie) ist ein Gemeindeteil der Marktgemeinde Heimenkirch im bayerisch-schwäbischen Landkreis Lindau (Bodensee).

## Geographie
Der Weiler liegt circa 1,5 Kilometer nördlich des Hauptorts Heimenkirch und zählt zur Region Westallgäu.

## Ortsname
Der Ortsname stammt vom mittelhochdeutschen Wort riet, das Ried, Sumpfgebiet oder ausgereuteter Grund (Rodung) bedeuten kann. Somit bedeutet der Ortsname (Siedlung im/beim) Ried, Sumpfgebiet oder Rodesiedlung. Der Präfix Ober- dient zur Unterscheidung zum niedriger gelegenen Unterried.

## Geschichte
Ried wurde erstmals urkundlich um das Jahr 1290 als uffin Rieth in Zinsbüchern des Klosters Mehrerau erwähnt. Die Bezeichnung Oberried ist erstmals 1457 mit Im obern Ried nachweisbar. 1769 fand die Vereinödung des Orts mit neun Teilnehmern statt. Der Ort gehörte einst zum Gericht Simmerberg in der Herrschaft Bregenz. Im Jahr 1951 wurde die Geblöbniskapelle St. Maria in Oberried erbaut.